# Birgit Stöger
Birgit Stöger (* 5. August 1975 in Graz) ist eine österreichische Schauspielerin.

## Leben
Birgit Stöger studierte Schauspiel an der Universität für Musik und darstellende Kunst Graz, während der Ausbildung hatte sie erste Engagements am Schauspielhaus Graz.

### Düsseldorfer Schauspielhaus
Von 1999 bis 2004 war sie unter der Intendanz von Anna Badora am Düsseldorfer Schauspielhaus engagiert, wo sie unter anderem in der Uraufführung des Zweipersonenstücks norway.today von Igor Bauersima die Rolle der Julie verkörperte und in Launischer Sommer, Tattoo, 69 in weiteren Uraufführungen von Bauersima zu sehen war. In den Inszenierungen von Jürgen Gosch wirkte sie dort unter anderem in Der Name, Hamlet und Sommergäste mit.
2004 wechselte sie ans Theater am Neumarkt Zürich, im Rahmen des Festivals Steirischer Herbst war sie 2004 in einer Koproduktion des Theaters am Neumarkt Zürich in junk space von Kathrin Röggla in der Rolle der Frau Schneider zu sehen. Von 2005 bis 2010 war sie als freischaffende Schauspielerin unter anderem am Schauspielhaus Zürich, am Deutschen Schauspielhaus in Hamburg und an den Berliner Sophiensælen tätig.

### Schauspielhaus Graz
2010 holte sie Anna Badora ans Schauspielhaus Graz, wo sie bis 2015 fest engagiert war. Dort wirkte sie beispielsweise in der Saison 2011/12 an der Uraufführung von Das bin doch ich nach dem Roman von Thomas Glavinic in einer Inszenierung von Christine Eder mit. In der Spielzeit 2012/13 war sie in der Uraufführung von Hakoah Wien von Yael Ronen zu sehen. Im Oktober 2012 hatte sie mit ihrem ersten Soloabend Eine unverheiratete Frau basierend auf dem gleichnamigen Film von Jean-Luc Godard unter der Regie von Ed Hauswirth (Theater im Bahnhof) Premiere. In der Saison 2013/14 war sie an der Uraufführung von Niemandsland von Yael Ronen beteiligt.

### Volkstheater Wien
Mit Beginn der Saison 2015/16 wechselte Stöger gemeinsam mit Intendantin Anna Badora von Graz ans Wiener Volkstheater. Im Volkstheater war sie etwa in der österreichischen Erstaufführung von Ihre Version des Spiels von Yasmina Reza, in der Uraufführung von Lost and Found (2015) und der Fortsetzung Gutmenschen (2018) von Yael Ronen zu sehen. Im Jänner 2019 verkörperte sie in der Uraufführung einer Dramatisierung des Romanes Watschenmann von Karin Peschka die Rolle der Lydia.
Bei den Sommerspielen Perchtoldsdorf feierte sie 2021 als Marthe Rull in Der zerbrochne Krug von Heinrich von Kleist Premiere. Im September 2021 stand sie am Werk X in Testo Junkie von Paul B. Preciado unter der Regie von Christine Eder auf der Bühne. Am Theater Nestroyhof Hamakom spielte sie Ende 2023 in der Uraufführung von FurchtBlasen mit Florentin Groll die Rolle der Gaby.

## Hörspiel
- Boris Vian: Ich werde auf eure Gräber spucken. (Hörspielbearbeitung) Regie: Igor Bauersima, Übersetzung: Eugen Helmlé, Mitwirkende: Igor Bauersima, Dominique Horwitz, Katharina Burowa, Bettina Kurth, Birgit Stöger, 86 Minuten, DLR/WDR 2004.

## Filmografie (Auswahl)
- 2023: Schnell ermittelt – Eberhard Bina (Fernsehserie)
- 2023: Bosnischer Topf (Bosanski Lonac)
- 2025: Happyland

## Auszeichnungen und Nominierungen
- 2001: Förderpreis für Darstellende Kunst der Stadt Düsseldorf, gemeinsam mit Christoph Luser[18]
- 2014: Nominierung für den Nestroy-Theaterpreis 2014 als Beste Schauspielerin für ihre Darstellung der Azra in Niemandsland von Yael Ronen[19]
- 2016: Nestroy-Theaterpreis 2016 – Nominierung für den Publikumspreis[20]
- 2016: Dorothea-Neff-Preis – Nominierung für die beste schauspielerische Leistung der Saison 2015/16 (Hakoah Wien, Lost and Found, Ihre Version des Spiels, Brooklyn Memoiren)[21]
- 2017: Nestroy-Theaterpreis 2017 – Auszeichnung in der Kategorie Beste Nebenrolle für ihre Darstellung der Arsinoé in Der Menschenfeind und der Erna in Kasimir und Karoline am Wiener Volkstheater[22]
- 2017: Dorothea-Neff-Preis – Nominierung für die beste schauspielerische Leistung der Saison 2016/17 (Kasimir und Karoline, Rechnitz (Der Würgeengel), Niemandsland, Der Menschenfeind, Lost and Found)[21]
- 2020: Dorothea-Neff-Preis – Nominierung für die beste schauspielerische Leistung der Saison 2019/20[21]